# Contea di Yingshan
La contea di Yingshan (英山县S, Yīngshān XiànP) è una contea della Cina, situata nella provincia di Hubei e amministrata dalla prefettura di Huanggang.